# Calling All Angels
Calling All Angels è una canzone del 2003 della rock band statunitense Train. Il singolo è stato incluso nel terzo album della band, My Private Nation, e prodotto da Brendan O'Brien.
La canzone è stata la prima a essere pubblicata dall'album nel 2003 e ha raggiunto la posizione numero 19 nella Billboard Hot 100. Ha inoltre trascorso tre settimane in cima alla Billboard Hot Adult Contemporary Tracks lo stesso anno. "Calling All Angels" è stata nominata per due Grammy Awards alla cerimonia tenutasi nel febbraio 2004. Nella categoria Best Rock Performance by a Duo or Group, la canzone ha perso contro Disorder in the House di Bruce Springsteen e Warren Zevon. Nella categoria Best Rock Song, la canzone vincitrice fu Seven Nation Army dei The White Stripes. La canzone è stata anche importante nella cultura popolare, apparendo in diversi show televisivi come One Tree Hill e come sigla per la miniserie 3 Ibs. I Train hanno anche eseguito la canzone al Pepsi Super Bowl Smash del 2006. La canzone è stata anche inserita all'inizio di ogni partita dei Los Angeles Angels di Anaheim mentre il video mostra un montaggio della storia della squadra (in più, la band ha eseguito la canzone dal vivo e di persona prima dell'Home Run Derby dell'All-Star Game del 2010, che si è tenuto presso l'Angel Stadium). Questa canzone è stata eseguita nell'episodio di CSI: NY intitolato Second Chances, e anche durante la première della terza stagione di Smallville. La canzone è stata anche brevemente incorporata nella cover dei Train di Joy to the World per l'album natalizio del 2012 intitolato A Very Special Christmas: 25 Years Bringing Joy to the World.

## Tracce
Singolo del 2003
1. Calling All Angels
2. Fascinated
3. Landmine
4. Calling All Angels – Video

Promo messicano
1. Calling All Angels – Versione Radio
2. Calling All Angels – Versione Album

## Recensioni
La canzone ha ricevuto recensioni contrastanti dalle critiche, con Ken Tucker di Entertainment Weekly che ha dato alla canzone un punteggio di B+ e l'ha definita "un canto che inneggia all'impegno... che si sviluppa costantemente fino a raggiungere gloriosamente una strepitosa climax." ("an anthemic hymn to commitment...that builds steadily to a gloriously clanging climax."). Matt Lee della BBC fu meno impressionato, descrivendo il brano come "pedestre, le voci prive di spirito, ancor più di Drops of Jupiter (Tell Me)" ("pedestrian, the vocals soulless, even more so than Drops of Jupiter (Tell Me)"), il successo più grande dei Train.

## Classifiche[6]
| Classifica (2003-04)                          | Posizione più alta |
| --------------------------------------------- | ------------------ |
| Stati Uniti                                   | 19                 |
| Stati Uniti (Billboard Hot 100 Airplay)       | 19                 |
| Stati Uniti (Billboard Pop Songs)             | 24                 |
| Stati Uniti (Billboard Adult Contemporary)    | 1                  |
| Stati Uniti (Billboard Adult Top 40)          | 1                  |
| Stati Uniti (Billboard Mainstream Rock Songs) | 40                 |